# Urbain Bouriant

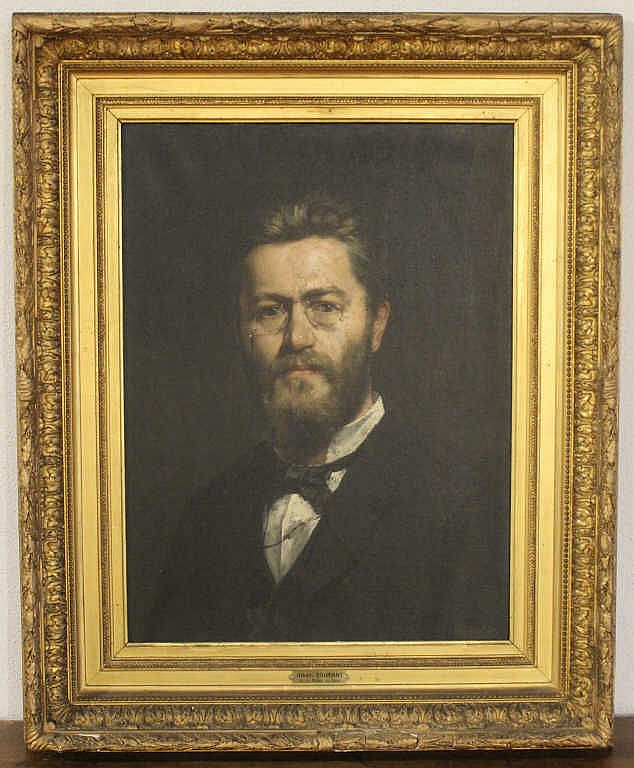
Urbain Bouriant

 Urbain Bouriant (* 11. April 1849 in Nevers; † 19. Juni 1903 in Vannes) war ein französischer Ägyptologe.

## Ausbildung
Urbain Bouriant wurde in Nevers geboren und besuchte dort auch das Collège. In Paris begann er das Studium der Rechtswissenschaft, das er mit Ausbruch des Krieges 1870 abbrach, um der Marineinfanterie in Toulon beizutreten. Er nahm an den Kämpfen von Mouzon und Douzy teil und von Bazeilles. Hier geriet er in Gefangenschaft, aus der er jedoch fliehen konnte. Als der Friede in Versailles geschlossen war, ging er nach Martinique, um seinen Militärdienst zu erfüllen. Dort war er fast zwei Jahre Sekretär des Gouverneurs der Kolonie. Zurück in Frankreich widmete er sich jetzt dem Studium des Alten Ägyptens und war einige Zeit später einer der besten Studenten von Gaston Maspero.

## Die ersten Jahre in Kairo
Nachdem die École française du Caire nach dem Vorbild der bestehenden Schulen in Athen und Rom im Dezember 1880 durch ein Gesetz des Ministère de l’Instruction Publique et des Beaux Arts (Ministerium für Unterricht und Kunst) gegründet war, wurde Gaston Maspero der erste Direktor. Neben Urbain Bouriant und Victor Loret nahm Maspero Hyppolite Dulac für die arabische Sprache und den Architekten und Zeichner Jules Bourgoin für den Aufbau mit. Sie erreichten Kairo am 5. Januar 1881. Auguste Mariette war bereits schwer krank und verstarb am 18. Januar. Maspero wurde gleich am 8. Februar zu Mariettes Nachfolger im Service des Antiquités d’Egypte (SAE) ernannt. Daraufhin erhielt Eugène Lefébure die Stelle als neuer Direktor der Schule und 1883–1886 Émile Grébaut. 1886 wurde der Name École française du Caire in Mission archéologique du Caire geändert und 1898 nahm sie als Institut français d’archéologie orientale du Caire (IFAO) den endgültigen Namen an.
Bouriant begann seine Arbeit als Kurator im Museum Boulaq. Bei einer Überschwemmung 1878 waren viele Objekte vernichtet oder gar gestohlen und das Museum stark beschädigt worden. Im Jahre 1880 wurde Mariettes Sammlung von Boulaq durch Ismail Pascha in den Anbau seines Palastes in Gizeh auf der West-Seite des Nils gebracht und hieß jetzt Gizeh Museum.

## Grab des Ramose in Scheich Abd el-Qurna
Die Kommission der Académie des Belles Lettres vermerkt in ihrem Protokoll der Sitzung von 1882 zu dem Bericht von Gaston Maspero, dass Bouriant bei seinen Ausgrabungen in Scheich Abd el-Qurna das Grab eines Funktionärs namens Ramose entdeckt habe, der zu der Zeit von Amenophis III. bis Amenophis IV. gelebt haben müsste. Das Grab erlaube das Studium des Religionswechsels. Es ist anzunehmen, dass Maspero alsbald Bouriant auf eine Reise durch Ägypten mitnahm und sie dabei auch in Scheich Abd el-Qurna waren.
Von Bouriant selbst gibt es eine Veröffentlichung von 1882, in der er sich mit dem von Henry Windsor Villiers-Stuart 1879 in London veröffentlichten Buch Nile Gleanings auseinandersetzt. Stuart gilt als der Entdecker des Grabes TT55. Stuart stellt die Personen als Amenophis III. und Amenophis IV. dar. Bouriant weist auf die Wichtigkeit des Grabes hin, da hier die Gleichzeitigkeit oder Verwandlung von Amenophis IV. durch seinen Aton-Kult in Echnaton dokumentiert sei. Er beweist anhand von Kartuschen, dass Amenophis IV. und Echnaton ein und dieselbe Person sind. Die West-Wand des Grabes zeigt eine der frühesten Darstellungen Echnatons bei der Anbetung des Aton. Weiterhin betont er, dass die Darstellung des Grabinhabers Ramose hier nicht mehr die übertriebene Abbildung im „Amarna-Stil“ zeige – im Gegensatz zu seinem Felsengrab in Amarna – wie eine mit Tinte skizzierte Szene von Echnaton und Nofretete unter den Strahlen Atons im Fenster der Erscheinung zeigt, in der diese Ramose belohnen. Villiers Stuart suchte 1882 noch einmal das Grab auf und entfernte dabei weiteres Geröll und legte Teile der Südwand der Säulenhalle frei.
Danach war Bouriant fasziniert von Echnaton und kurze Zeit später reiste er nach Amarna.

## Erforschung der Schriften und Papyrusfunde
Bouriant kopierte und übersetzte die Fragmente der koptischen Manuskripte, die kurz zuvor in das Museum gelangt waren. Er fertigte eine Art „Inhaltsverzeichnis“ über die Inschriften der kleinen Gegenstände des Museums an „damit sie nicht verloren gehen“. Eine seine ersten Arbeiten war La Stèle 5376 du Musée de Boulaq et l’Inscription de Rosette. Bouriant war fasziniert von den Schriften und er beschäftigte sich sein Leben lang mit der Übersetzung von koptischen und arabischen Texten. Immer mit dem Gedanken, das Alte weiterzugeben, übersetzte er die Schriften des Aḥmad Ibn-Alī Al-Maqrīzī (1364–1442) aus dem Arabischen ins Französische. Al Maqrizi hat ca. 200 Schriften erstellt, von denen Mawaiz wa al-'i'tibar bi dhikr al-khitat wa al-'athar (Khitat) die wichtigste war. Darin beschreibt er die Geschichte von Kairo und anderen Landschaften in Ägypten. Bouriant übersetzte zwei Bände ins Französische als Description topographique et historique de l’Égypte (Band I 1895. Band II 1890). Die Universität Halle, Saale hat die Al-Maqrīzī Handschrift aus dem Boulaq in Arabisch (ohne Übersetzung) 2010 online gestellt. Von Interesse waren für ihn auch die Lieder der Straßensänger, die er in Arabisch veröffentlichte – nichts solle in Vergessenheit geraten.
Eine weitere Fundgrube war für Bouriant die Bibliothek von Déîr Amba Shenoudah, dem koptischen Patriarchen in Kairo, dessen Titel „Anba Shenouda“ lautete. Sein Amtssitz in Kairo befindet sich seit dem 11. Jahrhundert im Kloster Deir el Anba Rueiss. Hier entdeckte er die Überreste des Alexanderromans in den Manuskripten. Maspero kaufte die Fragmente 1885–1888 für die Bibliothèque nationale de Paris. Drei Blätter davon hat Bouriant 1887 als Erster veröffentlicht: Fragments d’un roman d’Alexandre en dialecte thébain. Später fand sich ein weiteres Blatt aus dem gleichen Manuskript dann 1891 im Britischen Museum, publiziert von W. E. Crum, und zwei Blätter 1888 in Berlin, die aber erst 1903 von O. de Lemm veröffentlicht wurden. Weiterhin entdeckte er in dieser Bibliothek ein Manuskript mit den ersten 14 Kapiteln der memphitischen Version des Livre de Sagesse, (Weisheit Salomons) sowie zwei Exemplare der thebanischen Version und ein Exemplar der memphitischen Version der constitutions apopostoliques (Apostolische Konstitutionen) des Clemens von Alexandria, der Ende des 2. Jahrhunderts lebte und auch Bischof von Rom genannt wurde. Bisher war nur ein memphitisches Exemplar bekannt.

### Der Codex von Achmim

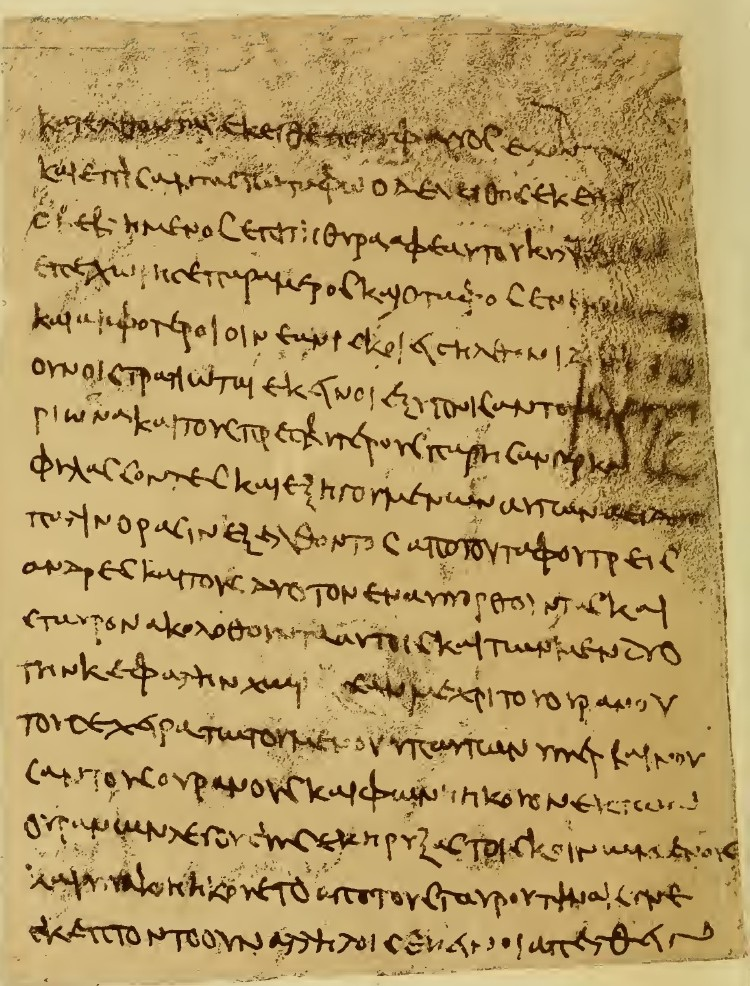
Das Fragment von Achmim – Die Apokryphen des Petrusevangeliums

Im März 1884 hatten Maspero und Ernesto Schiaparelli den Reis Chalib von Qurna mit Ausgrabungsarbeiten in der Nekropole östlich von Achmim (Herodot nannte den Ort „Chemmis“ und Strabo „Panopolis“) beauftragt. Auch hier hatten die frühen Christen ihre Klöster errichtet. Als sie dort Hunderte von Mumien fanden, setzte der Reis Soldaten ein, die dann mehrere Tausend ausgruben. Als Bouriant 1886 dort eintraf, war er entsetzt über die Verwüstung der koptischen Nekropole. Bouriant fand hier in Achmim in einem Mönchsgrab ein kleines Buch von 15,24 × 11,43 cm (6 × 4,5 inches), das 33 Pergamentblätter enthielt, die zusammengehalten wurden von einem Pappdeckel, der grob in Leder gebunden war. Sie werden heute unter dem Codex P.Cairo 10759 im Museum von Kairo aufbewahrt und stammen aus dem 6.–9. Jahrhundert.
Bouriant fand heraus, dass es sich um Teile des Evangeliums handelte. Der Fund war eine Sensation. Es war das erste nicht-kanonische Evangelium, das wiederentdeckt wurde und im trockenen Wüstensand überlebt hatte. Die ersten neun Seiten enthielten das Fragment des verloren geglaubten Petrusevangeliums. Die erste Seite hatte auf der Rückseite ein koptisches Kreuz. Nach einer leeren Seite folgen zwei Seiten mit der Apokalypse. Beide Fragmente schienen aus der gleichen Hand zu stammen. Es folgte die griechische Version des Henochbuchs. Da die Blätter handgeschrieben und zudem einige schlecht erhalten waren, musste Bouriant eine Abschrift (Transkription) erstellen und auch deren Schriftgeschichte (Paläographie) erforschen. Von der Lage des Grabes ausgehend legte Bouriant die Entstehungszeit erst einmal „nicht vor dem 8. und nicht nach dem 12. Jahrhundert“ fest. Es dauerte sechs Jahre, bis Bouriant 1892 die Faksimili veröffentlichte. Der Verlag Leroux in Paris erstellte die fotografischen Platten.
1893 erschienen bereits die ersten Veröffentlichungen mit Übersetzungen – meist von Theologen: In England von J. Armitage Robinson mit M.R. James, James Rendel Harris sowie Henry Barclay Swete, der von Leroux zwei Photo-Platten erhielt. In Frankreich war es Adolphe Lods (1867–1948) und in Deutschland die führenden Theologen jener Zeit: Adolf Harnack und Theodor Zahn. Oscar von Gebhardt gab jedoch 1893 lediglich einen Lichtdruck der neu entdeckten Bruchstücke nach einer Fotografie der „Handschrift zu Gizeh“ heraus.
Nach dem Catalogue général des antiquités égyptiennes du Musée du Caire, den B. P. Grenfell und A. S. Hunt 1903 herausgaben, umfasste das Pergament 33 Blätter mit einigen Apokryphen-Schriften in Griechisch:
- Teile des Evangeliums von Petrus (Handschrift von Gizeh)
- die Apokalypse von Petrus
- zwei Fragmente des Buches Henoch
- Im Einband fand man eine Pergamentseite mit Teilen des Martyriums des Julianus.

## Die Gräber von Tell el-Amarna

Topografische Zeichnung mit den Felsengräbern

Die Gruppe der Felsengräber an den Hängen des Darb el-Hamzaouï, welche sich die hohen Funktionäre am Hofe Echnatons von Amarna angelegt hatten, wurde im Dezember 1891 von Alessandro Barsanti (1858–1917) entdeckt. Von den sieben Gräbern, die er fand, war nur eines teilweise dekoriert, jedoch unvollendet.
Bouriant schrieb: „Endlich werden wir ein Projekt ausführen können, das mir seit langem am Herzen lag. Im Vorjahr hatten wir festgestellt, dass viele Gräber noch nicht erforscht waren und wir versprachen uns, dass wir bei der nächsten Gelegenheit einige öffnen würden, um zu sehen, ob sie wirklich leer waren, wie man uns versichert hatte.“
Am 1. April 1893 war Bouriant mit Maspero in Tell el-Amarna, der jedoch unglücklicherweise ernst erkrankte, so dass sie nur zwei Tage Zeit für die Erforschung der Gräber hatten.
In dieser kurzen Zeit kopierte Bouriant den großen Aton-Hymnus (Sonnenhymnus) im Grab des Eje (Amarna Grab 25), der bisher unveröffentlicht war. Er entdeckte und öffnete die Gräber von Ramose, Ipi und Mahu.
Im Winter 1893–94 begann Bouriant schließlich mit Georges Legrain und Gustave Jéquier mit der Erforschung. Sie begannen mit dem Grab des Eje und hatten sich die Arbeit aufgeteilt: Bouriant und Jéquier kopierten und verglichen die Inschriften, während Legrain die Basreliefs zeichnete und auch Jéquier ihm dabei half. Jéquier führte auch das Nachzeichnen mit Tinte aus. Es war eine gute Zusammenarbeit.
1891 waren Antiquitätenhändler nach Tell el-Amarna und Haggi-Quandil gekommen, um sich Kartuschen oder Fragmente von Basreliefs aus der Zeit Echnatons zu sichern. Dabei wurden die Gräber rücksichtslos zerstört. Aus dem Grab von Eje wurden große Stücke aus der Wand entfernt. Dank Flinders Petrie besitzt das Museum in Kairo eines der schönsten Fragmente, das Eje und seine Frau Tij zeigt, als sie königliche Geschenke empfangen. Der Service d’Antiquités entsandte Barsanti, um Eisengitter vor den Gräbern anzubringen, damit eine völlige Räumung verhindert werden konnte.
Von Dezember 1884 bis Januar 1885 waren sie noch einmal dort in der Hoffnung, neue Gräber zu finden. Sie öffneten weitere 18 bis 20 Gräber, von denen jedoch nur ein einziges mit einer kleinen Inschrift versehen und unvollendet war. Alle waren anonym, so dass sie ihren Aufenthalt beendeten.
Die Hügel des Haggi-Qandil Gebirges wurden durch eine Schlucht unterbrochen, dem Ouady (Wadi) el Darb el-Hamzaoui, welcher die Felsengräber in einen Nord- und Südteil gliedert. Sie erforschten folgende Gräber:
| Name deutsch          | Grab NR | Name Bouriant        | Entdecker und Anmerkungen |
| --------------------- | ------- | -------------------- | --- |
| Eje                   | 25      | Aï                   | Grab mit Sonnenhymmnus |
| fehlt                 | 24      | Atonoumhabi          | 1894 entdeckt von Alessandro Barsanti |
| Any                   | 23      | Anouï                | am 26. Dezember 1892 entdeckt von Alessandro Barsanti |
| unbekannt             | 22      | unbekannt            | Grundriss gezeichnet – keine Dekoration |
| unbekannt             | 21      | unbekannt            | Grundriss gezeichnet – keine Dekoration |
| unbekannt             | 20      | unbekannt            | Grundriss gezeichnet – keine Dekoration |
| Sutau                 | 19      | Soutaou              | eine unvollendete Kammer |
| unbekannt             | 16      | unbekannt            | mit sechs Pfeilern, unvollendet |
| Sui                   | 15      | Souti                | entdeckt von Alessandro Barsanti, publiziert von Georges Daressy; die Kopie der Inschriften von Bouriant unterscheidet sich in vielen Punkten von der Daressys |
| Maya                  | 14      | Flabellifère         | entdeckt von Alessandro Barsanti – publiziert von Daressy; großes, schönes Grab mit neun Pfeilern – unvollendet                                                |
| Nefercheperosechepter | 13      | Nofirkhopirhiskhopir | 1830 von Robert Hay und C. Laser – 1892 total geplündert |
| Nachtpaaten           | 12      | Nakhtpaatonou        | 1891 entdeckt von Alessandro Barsanti und publiziert von Georges Daressy                                                                                       |
| Ramose                | 11      | Ramès                | entdeckt 1. April 1883 von Urbain Bouriant und Gaston Maspero                                                                                                  |
| Ipi                   | 10      | Apii                 | April 1883 entdeckt von Urbain Bouriant |
| Mahu                  | 9       | Mabhou               | entdeckt 2. April 1883 von Urbain Bouriant |
| Tutu                  | 8       | Toutou               | beschrieben von Nestor L’Hote und publiziert von Karl Richard Lepsius                                                                                          |
| Parennefer            | 7       | Parannofir           | Fassade von 10 m; neben dem Grab des Eje das schönste Grab |

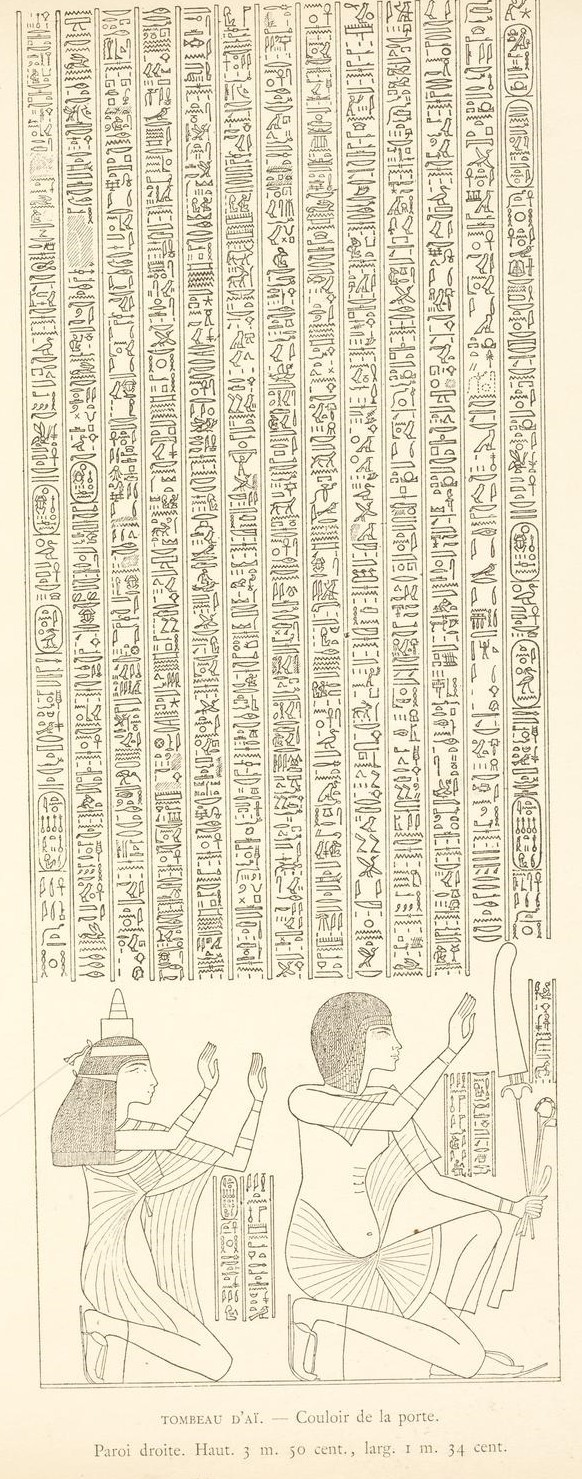
Sonnenhymnus in 13 Kolumnen im Grab des Eje. Relief: Höhe 3,50 m, Breite 1,34 m.
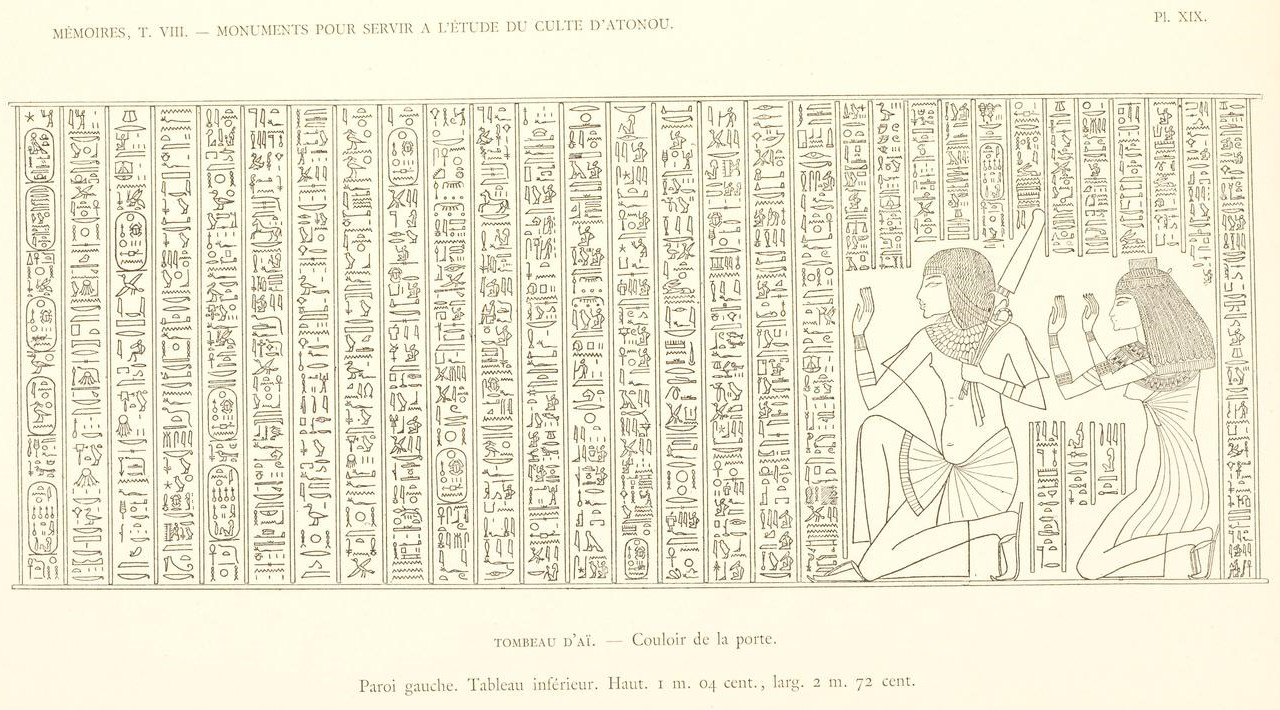
Eje und seine Frau Tij beim Gebet. Relief: Breite 2,72 m, Höhe 1,04 m.
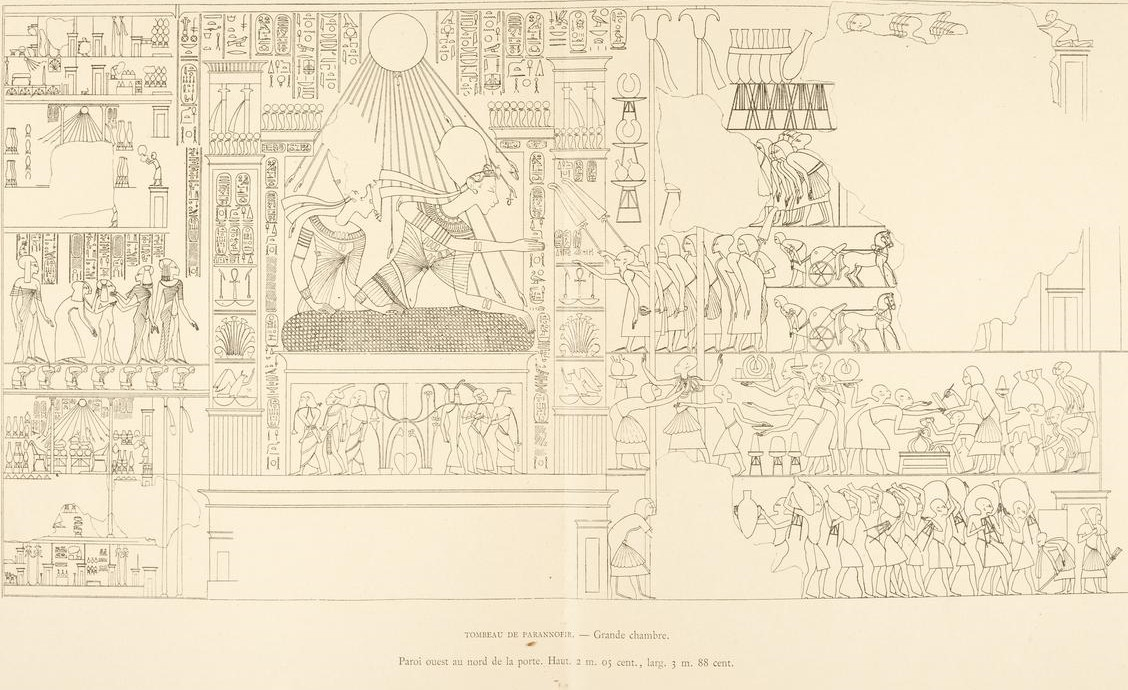
Verteilung von Geschenken durch Echnaton und Nofretete. Sog. „Balkonszene“. Relief: Breite 3,88 m. Höhe: 2,03 m.
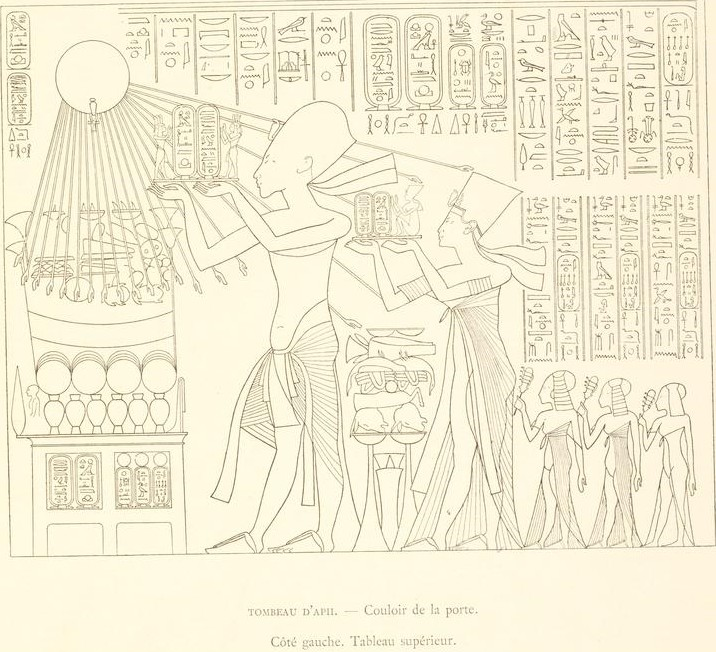
Echnaton und seine Familie bringen Speiseopfer. Aton wurde durch die Sonnen- scheibe verkörpert, dessen Strahlen in Hände münden.

### Die Publikation der Gräber
Ende 1894 wurde Georges Legrain nach Karnak entsandt und Gustave Jéquier ging im Dezember 1897 mit Jacques de Morgan nach Susa in Persien. Joseph-Etienne Gautier erklärte sich bereit, die Pläne der Gräber zu zeichnen, bevor auch er mit nach Persien ging.
Nun blieb es an Bouriant, die angefangene Arbeit zu vollenden. Im Herbst 1896 war ein großer Teil der Vorarbeit geschafft. Die Abbildungen waren graviert und es blieb nur noch die Beschreibung der Gräber zu redigieren sowie eine Einführung zu schreiben. Endlich sollte sich Bouriants Traum, über Echnaton zu schreiben, verwirklichen.
Am 1. Dezember 1886 hatte Bouriant die Nachfolge von Émile Grébaut als Direktor der Mission archéologique du Caire angetreten. 1897 musste der Umzug der Mission in die Rue Antikhana durchgeführt werden, so dass ihm kaum Zeit verblieb für die Arbeiten an der Publikation und seinen eigenen wissenschaftlichen Forschungen. Sein Gesundheitszustand zwang ihn Anfang 1898, sein Amt als Direktor an Émile Chassinat abzugeben.
Im Februar 1898 fuhr Bouriant noch einmal für kurze Zeit nach Tell el-Amarna, um vor Ort einige seiner Textkopien zu überprüfen. Im Sommer reiste er für einen Erholungsurlaub nach Frankreich. Am 25. August 1898 ereilte ihn dort ein Schlaganfall. Dadurch wurde er völlig unbeweglich und die Ärzte vermochten nicht zu sagen, ob und wann sich sein Zustand ändern würde.
Émile Chassinat stand nun vor dem Problem, wie und ob er Bouriants Buch herausgeben konnte, da von vielen Seiten Interesse an einer Veröffentlichung bestand. Jéquier hatte Chassinat die freie Verfügung über seine Unterlagen erteilt und die Clichés seiner Photos außerhalb des Textes für einen Anhang hinterlassen. Viel Zeit war vergangen, ohne dass eine Besserung der Gesundheit bei Bouriant eintrat. Chassinat setzte sich nun mit Georges Legrain in Verbindung, der sich ohne Zögern bereit erklärte, die delikate Aufgabe zu übernehmen, das unvollendete Buch zu komplettieren. Die Inschriften wurden von Bouriant übernommen, während Legrain jetzt die Beschreibung der Gräber fortsetzte.
Der vorgesehene Titel „Tell el-Amarna“ musste ersetzt werden, einmal weil Legrain eine Reihe von Bouriants Unterlagen bezüglich des Aton-Kults zusammengeführt hatte, die es ratsam erscheinen ließen, einen Band über Echnaton und einen zweiten über die Gräber herauszugeben. Außerdem hatte Norman de Garis Davies mitgeteilt, dass er demnächst über die gleichen Gräber eine Publikation herausgeben werde. Deshalb wählten sie einen Titel, der sich von anderen Veröffentlichungen unterscheiden sollte: Les Tombes de Khouitatonou. Der erste Teil handelt von den Gräbern in Darb el-Hamzaouï (die königlichen Gräber), die Barsanti 1891 entdeckte. Er konzentriert sich auf Echnatons Grab mit der Beschreibung der Kammern α and γ sowie des Grabs von EJE mit 13 Abbildungen. Der zweite Band umfasst die Felsengräber von Haggi-Qandil mit den anderen Hofbeamten.
Urbain Bouriant erlebte die Veröffentlichung nicht mehr. Er verstarb am 19. Juni 1903 in Vannes.

## Werke
- Notice des monuments coptes du musee de Boulaq. In: Recueil de travaux relatifs à la philologie et à l’archéologie égyptienne et assyrienne. (RT) Nr. 5, 1884, S. 60–70 Internet Archive.
- Les Canons apostolique de Clément de Rome. Traduction en dialect copte thébain d’après un manuscrit de la Bibliotheque du Patriarche Jacobite du Caire. In: Recueil de travaux relatifs. (RT) Nr. 5, 1884, S. 199–216 Internet Archive.
- Fragments de manuscrits thébain du Musée Boulaq In: Recueil de travaux relatifs. (RT) Nr. 4, 1883, S. 1–4 Internet Archive.
- Les papyrus d’Akhmim (Fragments de manuscrits en dialectes bachmourique et thébain) . In: Mémoires publiés par les membres de la mission archéologie française au Caire. (MMAF) Band I, publiés par les Membres de la Mission Française d’Archéologie Orientale au Caire, Paris 1884–89, S. 243–304.
- L’Eglise copte du tombeau de Déga. In: MMAF. Band 1, Paris 1884.
- La Stèle 5576 du Musée de Boulaq et l’Inscription de Rosette. In: Recueil de travaux relatifs. (RT) Nr. 6, Vieweg, Paris 1885, S. 1–20 Internet Archive.
- Fragments Memphitiques de divers livre inédits de l’écriture et des instructions pastorales des pères de l’église copte. Mit einer Liste der ersten 89 Patriarchen der Koptischen Kirche. In: Recueil de travaux relatifs. (RT) Nr. 7, 1886, S. 82–94 Internet Archive.
- Petits Monuments et petits Textes réceuillis en Egypte. In: Recueil de travaux relatifs. (RT) Nr. 7, 1886, S. 114–132 (Beschreibung der Sarcophag, Vasen, Stelen, Statuetten usw. mit Herkunft und Inschriften Nr. 1–25 im Museum Boulaq, sowie zwei koptische Gesänge zu Ehren des Heiligen Georg) Internet Archive.
- Petits Monuments et petits Textes réceuillis en Egypte. In: Recueil de travaux relatifs. (RT) Nr. 8, 1886 Seite 158–169 (Beschreibung der Gegenstände nach Herkunft mit Inschriften Nr. 26–47 im Museum Boulaq)Internet Archive.
- Petits Monuments et petits Textes réceuillis en Egypte. In: Recueil de travaux relatifs. (RT) Nr. 9, livre 3+4, 1887, S. 91–100 (Beschreibung der Gegenstände nach Herkunft mit Inschriften Nr. 48–77 im Museum Boulaq) Internet Archive.
- Rapport au ministre de l’instruction publique sur une mission dans la Haute Égypte 1884–85. In: MMAF. Band 1, Paris 1887.
- Fragments d’un roman d’Alexandre en dialecte thébain. In: Journal asiatique. Serie VIII, Band IX, S. 1–38, avec une planche. Paris 1887.
- Description topographique et historique de l’Égypte – Al-Maqrīzī. Traduite en français par Urbain Bouriant. Band I, Paris 1895; Band II, Paris 1890.
- Notes de voyage:  le Deir Amba Samaan en face d’Assouan. In: Recueil de travaux relatifs. (RT) Nr. 15, 1893, S. 176–189. Kloster Saint-Siméon (Deir Amba Samaan)
- Émile Brugsch, Urbain Bouriant: Le livre des rois contenant la liste chronologique des rois, reines, princes, princesses et personnages importants de l’Égypte depuis Ménès jusqu’a Nectanebo II. Kairo 1887  Internet Archive.
- La Bibliothèque du Deir-Amba Sheinoudi. Teil 2: Actes du Concile d’Éphès. Koptischer Text mit französischer Übersetzung von Bouriant. In: Mémoires publiés par les membre de la Mission archéologique francaise. (MMAF) Band 8, Paris 1892, S. 1–143.
- l’Éloge de l’Apa Victor fils de Romanos. Kopt. Text mit franz. Übersetzung von Bouriant. In: MMAF. Band 8, Paris 1892, S. 145–268.
- Fragments du texte grec du Livre d’Énoch et de quelques écrits attribués à saint Pierre. Griechisch. Text mit französischer Übersetzung von Bouriant. In: MMAF. Band 9/ Band 1, Paris 1892, S. 93–147.Internet Archive.
- Chansons populaires arabes en dialecte du Caire: d’après les manuscrits d’un chanteur des rues. Leroux, Paris 1893.
- Urbain Bouriant, Georges Legrain, Gustave Jéquier: Monuments pour servir à l’étude du culte d’Atonou en Égypte. Les Tombes de Khouitatonou. In: MMAF. Band 8, Paris 1903.
- I. Band: Les Tombeaux du Darb El-Hamzoui.
- I. I. Band: Les Tombeaux de Haggi-Qandil.